# 9392 Cavaillon
9392 Cavaillon è un asteroide della fascia principale. Scoperto nel 1994, presenta un'orbita caratterizzata da un semiasse maggiore pari a 2,4435733 UA e da un'eccentricità di 0,1263950, inclinata di 6,47201° rispetto all'eclittica.